# Mouvement national kurde

Drapeau du Kurdistan, symbole du nationalisme kurde.

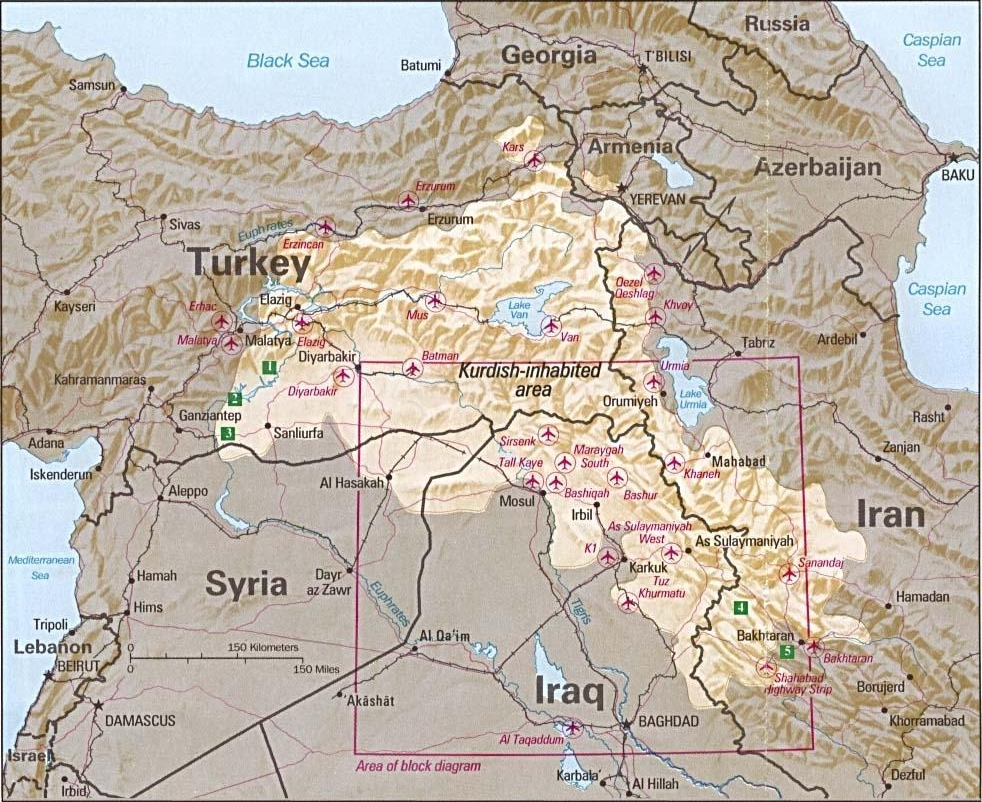
Zones revendiquées par les Kurdes.

Le terme de mouvement national kurde désigne l'ensemble des organisations, mouvements, partis et discours politiques qui prônent soit la création d'un État kurde indépendant, le Kurdistan, soit une forme d'autonomie politique et culturelle, soit d'autres revendications spécifiques au peuple kurde.

## Les origines du mouvement national kurde

### Le statut des principautés kurdes sous les empires
Depuis le début du XVIe siècle, les relations entre les empires ottoman et persan et les Kurdes suivent le modèle du « contrat impérial ». En échange d'une reconnaissance de l'autorité centrale, les principautés kurdes, elles-mêmes issues des familles des chefs de tribus, bénéficient d'une certaine autonomie, de jure ou de facto. Les principautés de Soran, Botan, Hakkarî, Bitlis, Erdalan, Behdinan ou Baban fonctionnent comme de petits États à l'intérieur des empires,.

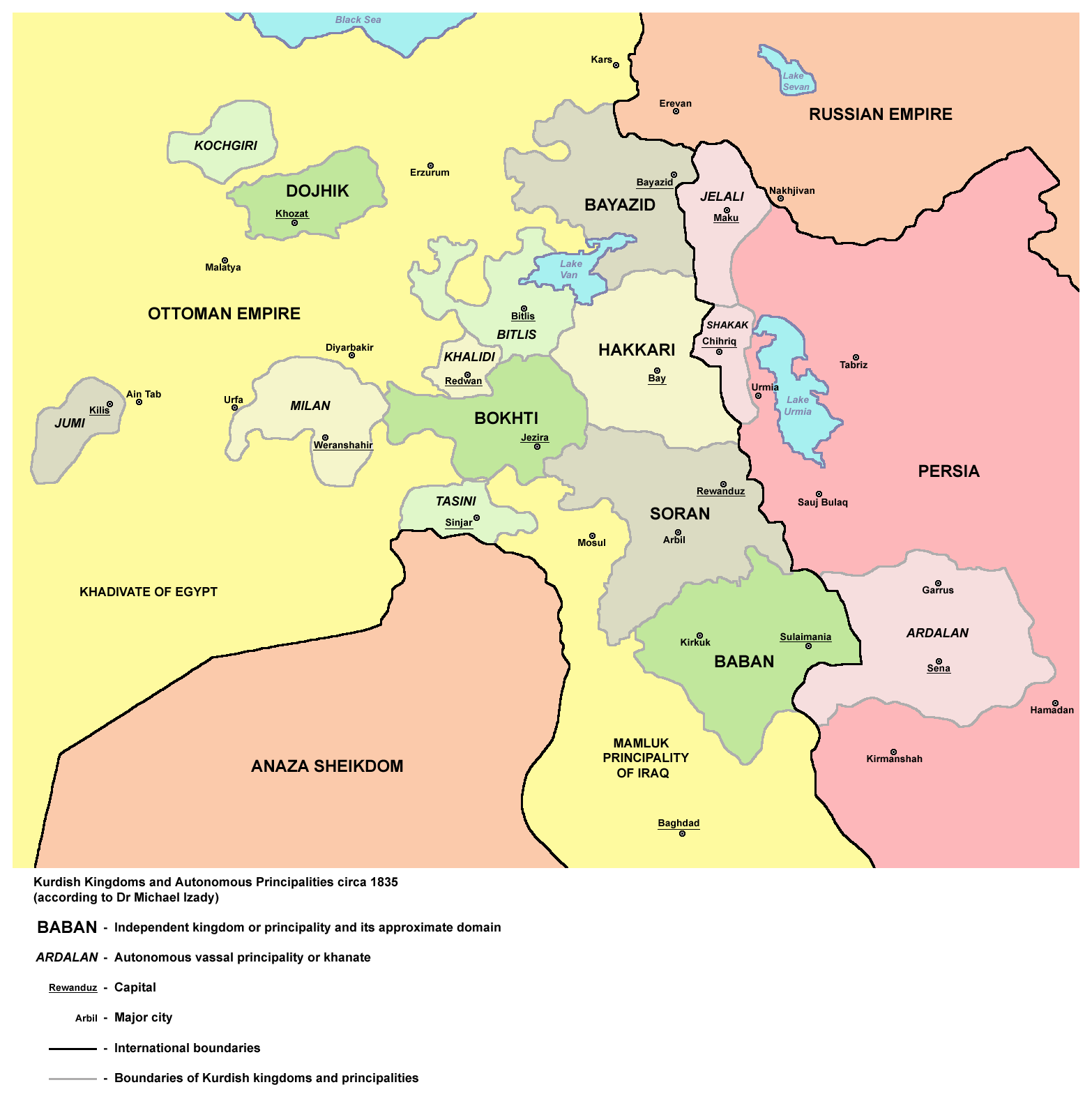
Principautés kurdes vers 1835.

Certaines principautés versent une somme forfaitaire en impôts à l'empire, d'autres même pas. La seule obligation pour toutes les principautés consiste à assurer le service militaire lors de toute campagne dans la région. Il faut noter que ces principautés kurdes autonomes se trouvent dans les régions les plus montagneuses ou périphériques, où la collecte des impôts est de toute façon très difficile. En revanche, les régions du Kurdistan caractérisées par une forte production agricole, un grand centre urbain ou situées sur une voie stratégique où commerciale importante, comme Diyarbakir, sont administrées directement par des gouverneurs nommés par le pouvoir central. La principauté de Bitlis fait alors figure d'exception.

#### Lente émergence d'un sentiment national
Toutefois, un sentiment national kurde apparaît déjà dans les premiers textes de la littérature kurde écrite, qui s'épanouit alors à la cour des princes kurdes, et tout particulièrement chez Ehmedê Xanî (1650-1707). Dans son œuvre majeure, l'épopée Mem û Zîn, aussi célèbre chez les Kurdes que Homère chez les Grecs ou Ferdowsi chez les Persans, le poète, derrière la narration de la longue aventure de deux amoureux, développe un discours précurseur du nationalisme kurde. Ehmedê Xanî déplore les rivalités incessantes entre les princes et les tribus, et il appelle de tous ses vœux à l’unité des Kurdes sous un même gouvernement et sous un souverain unificateur.

### Le tournant duXIXesiècle
Au XIXe siècle, l’un et l’autre empires décident, dans leur volonté de centralisation et de modernisation, de mettre fin à ce type d’entités administratives secondaires sur leur territoire. Le processus de suppression des principautés provoque une série de révoltes, de 1805 à 1880,,.
La suppression des principautés kurdes entraîne le réveil des structures tribales, jusqu'alors bridées par les princes. La disparition des principautés créé un vide politique que les États centraux sont incapables de combler. En outre, la présence de dizaines de milliers de soldats des armées impériales, mal équipés et mal payés, dans les zones kurdes, loin d’apporter la paix aux personnes et aux collectivités, ne font qu’aggraver l’insécurité. Les tribus deviennent alors les seules institutions qui peuvent à la fois remplir le vide politique et offrir à leurs membres et clients une protection. Chaque tribu kurde devient ainsi une entité politique et militaire de facto. Une autre conséquence de la disparition des principautés est que les relations inter-communautaires, qui jusque-là avaient été gérées par une série de mécanismes locaux de subordination et de domination, deviennent conflictuelles. Les Arméniens, en particulier, deviennent la cible de tribus kurdes échappant désormais à tout contrôle. Sous l’influence de l’Occident, les idées d’émancipation et de libération nationale commencent à circuler dans la jeunesse et l’intelligentsia arméniennes, donnant naissance aux premières organisations nationalistes de ce secteur de l’Empire ottoman. Ce mouvement contribue à son tour à l’apparition du nationalisme kurde, stimulé au surplus par le nationalisme turc plus ou moins agressif des milieux jeunes turcs en exil. À la fin du siècle, le nationalisme culturel, sinon politique, se répand parmi les élites kurdes,.

## LeXXesiècle
Le kurdologue russe Basile Nikitine (1885-1960) décrit le développement du nationalisme kurde en trois phases. La première phase comprend les révoltes du XIXe siècle, mal organisées, dépourvues d'un véritable projet ou programme politique. Il cite comme exemples la révolte des Baban en 1806 ou celle de Bedirxan Beg. La deuxième phase est celle du début des organisations et des structures politiques modernes chez les Kurdes, au cours de la période qui court de 1880 à 1918. C'est là que naissent les premières sociétés et associations kurdes, comme la société Hêvî (1912-1915) ou le premier journal kurde, Kurdistan (1898-1909). La troisième période est celle où les organisations kurdes, comme le comité Azadî, parviennent à amener la question kurde sur la scène internationale, comme lors des négociations du Traité de Sèvres en 1920 ou lors de celles qui concernent le vilayet de Mossoul,. 

### Naissance du nationalisme kurde moderne

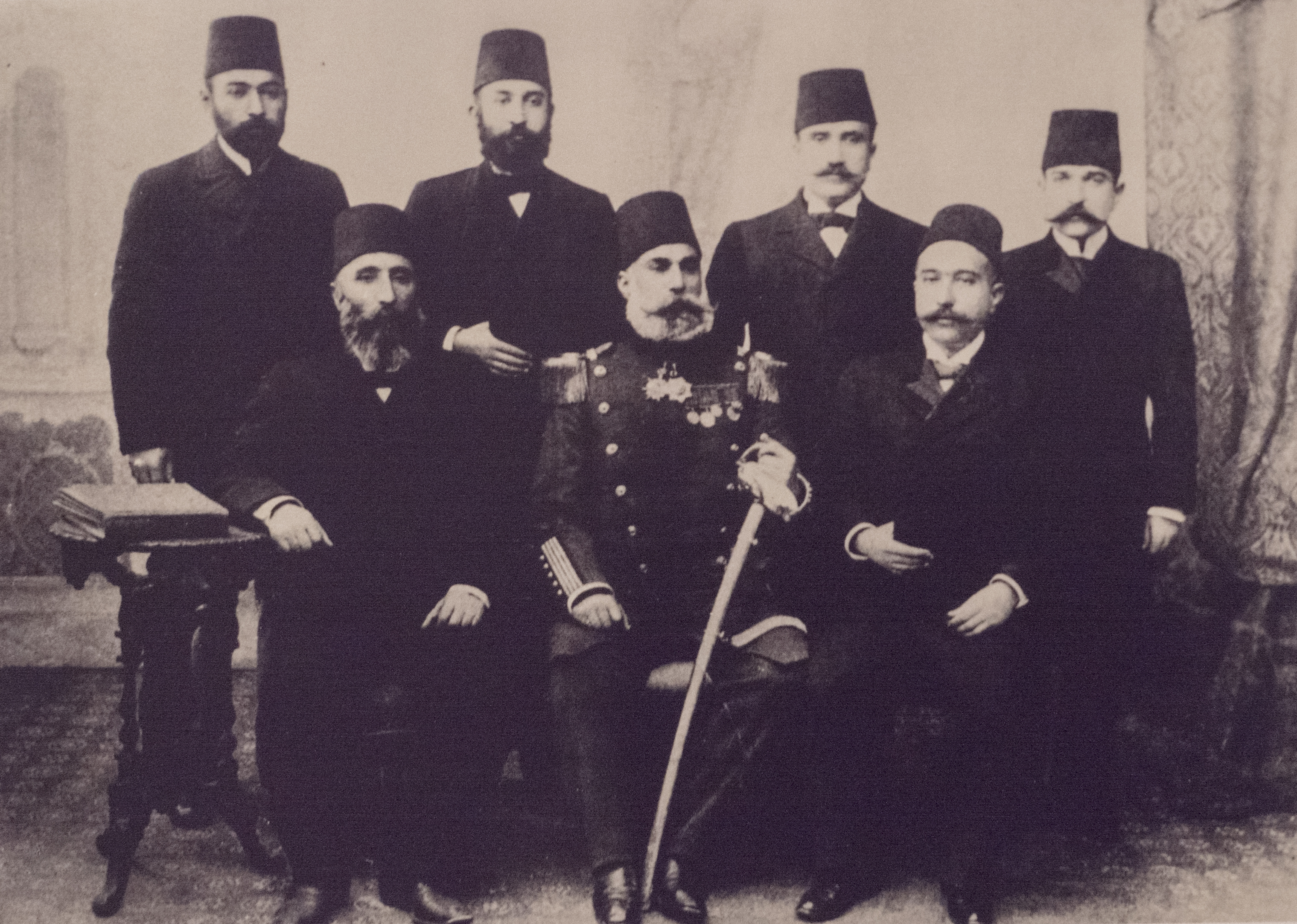
La famille Bedirxan vers 1880.

Au cours des dernières décennies de l'histoire de l'empire ottoman, le nationalisme kurde prend forme dans deux mouvances. L'une est représentée par les cercles qui se regroupent autour de Seyyid Abdulkadir (1851‑1925) de Shemzinan, l'autre est celle qui se développe autour des descendants des princes du Botan, comme Emin Ali Bedir Khan (1851‑1926). Les élites kurdes de Constantinople, à l’instar de ses consœurs, aspirent à l’occidentalisation des sociétés qui constituent l’Empire ottoman. Les intellectuels ottomans des diverses ethnies s’interrogent alors, dans les diverses publications de la capitale, sur le niveau de « progrès » de leurs communautés en prenant comme modèle les sociétés occidentales. De la sorte, ils envisagent de signaler les transformations sociales nécessaires (politiques, économiques, culturelles) en vue d’atteindre le développement des puissances occidentales. C’est dans ce contexte général que les élites kurdes s’intéressent, par exemple, à la situation des femmes occidentales et qu’elles comparent le statut des femmes européennes à celui des femmes kurdes. 

#### La première presse kurde
On voit au cours de cette période naître de nouvelles formes d'organisation et de propagande dans les élites kurdes. Les frères Sureya, Miqdat Midhat et Abdulrahman Bedirxan lancent le tout premier journal kurde, Kurdistan (1898-1909), qui va avoir une existence errante : fondé à Constantinople, le journal est d'abord publié en Égypte, puis à Genève, à nouveau au Caire, puis en Angleterre avant de terminer une nouvelle fois à Genève. La revue est essentiellement rédigée en kurde, écrit alors en caractères arabes. On trouve aussi certains articles en turc, et, plus rarement, en arabe. Kurdistan se montre très critique envers le régime du sultan. Les rédacteurs, influencés par les idées nouvelles et la culture européenne, prennent aussi position en condamnant sévèrement les massacres des Arméniens de 1894-1895.
Après la promulgation de la constitution turque de 1908, les cercles kurdes de Constantinople fondent la Kurdî Taawin Djamiyyatî (Société kurde d'entraide).

#### La sociétéHêvî
En 1912 est légalisée la société kurde secrète Hêvî (« Espoir »), considérée comme la première organisation kurde centralisée et structurée. Elle publie un hebdomadaire bilingue turc-kurde, Rojî Kurd (« Le Jour kurde »), rebaptisé en 1914 Hetawê Kurd (« Le Soleil kurde »). À l’instar des Jeunes-Turcs, les dirigeants de Hêvî, pour la plupart des étudiants, aspirent à conduire le peuple kurde vers le progrès, la science et la civilisation. Ils n'ont pas encore de revendications indépendantistes : la solution proposée à la question kurde est alors le confédéralisme au sein de l’Empire ottoman. Bien que Hêvî réussisse à s’implanter dans les principales villes kurdes telles Diyarbekir et Erzurum, les activités prometteuses de l’organisation sont interrompues par la mobilisation de ses dirigeants lors de la Première Guerre mondiale.
De son côté, Sûreya Bedirxan lance en 1916, en pleine guerre, un hebdomadaire publié en turc, Jîn (la vie), qui proclame ouvertement « le Kurdistan aux Kurdes ». En 1917-1918, il relance le journal Kurdistan, cette fois sous une forme hebdomadaire, à Constantinople (37 numéros parus).

### Les bouleversements de l'après Première Guerre mondiale
La défaite ottomane bouleverse le cadre territorial du monde kurde. L’intégration de sa partie méridionale dans un nouvel État, l’Irak, déclenche les premières rébellions contre Bagdad. En Turquie, l’alliance avec la résistance kémaliste est de courte durée : les Kurdes ne tardent pas à se soulever en réaction à l’ultranationalisme turc de la jeune République. En Iran aussi, l’agitation kurde tourne à l’insurrection.
Entre 1919 et 1925, les relations entre les Kurdes et les États dont ils dépendent s’enveniment pour trois raisons au moins. La première est la division des Kurdes ottomans entre trois nouveaux États, la Turquie, l’Irak et la Syrie. Cette division du Kurdistan est beaucoup plus grave que celle qui avait résulté de l’accord de Qasr-i Chirin (1639) entre l’Empire ottoman et l’Iran. À l’époque, le concept de nation n’existait pas. Les Kurdes n’étaient qu’un groupe ethnique parmi d’autres qui se trouvaient divisés entre plusieurs entités politiques. Les frontières délimitaient les Empires, mais ne divisaient pas leurs populations. Elles étaient beaucoup plus symboliques que réelles et ne présentaient aucune valeur idéologique aux yeux des gens car elles délimitaient des domaines de souveraineté dynastique et non populaire. Non seulement tout un chacun pouvait les franchir, mais certains chefs ou princes kurdes jouissaient d’un statut privilégié de chaque côté ; ils pouvaient même changer d’allégeance formelle selon leurs intérêts du moment sans provoquer de forte réaction de Téhéran ou de Constantinople,.
Au contraire, lors de la deuxième division du Kurdistan en 1920, la question des frontières est directement liée à celle de nation. Les Kurdes comprennent clairement que cette division implique l’éclatement de leur nation et se considèrent comme trahis par l’État kémaliste, car la guerre d’Indépendance a été conduite au nom de la fraternité turco-kurde,.
La deuxième raison de la tension entre les Kurdes et les États-nations est à rechercher dans le nationalisme de ces derniers. En Iran et en Irak, le nationalisme d’État stimule, par réaction, le nationalisme kurde encore faible. La situation est particulièrement explosive en Turquie, puisque dès 1924 le nationalisme turc devient la doctrine de l’État. De nombreuses déclarations officielles attestent que les citoyens non turcophones sont alors désignés comme ennemis potentiels de la nation. La langue prend la place de la religion comme critère de distinction entre majorité et minorité. De plus, tant les intellectuels que les officiers kémalistes en viennent à considérer les Kurdes comme une ethno-classe féodale qui doit être assimilée ou détruite pour le bien de l’État, de sa sécurité et du progrès social.

### Les années 1918-1938

#### De la Guerre d'indépendance à la rupture
La guerre d'indépendance turque de 1919-1922, menée par Mustafa Kemal, est gagnée essentiellement par la participation des Kurdes. Pour obtenir le soutien des tribus kurdes, le nouveau gouvernement turc avait évoqué plusieurs fois le nom du Kurdistan dans ses documents et ses rapports. Surtout, il avait proposé une forme d'autonomie politique dans les régions habitées par des Kurdes (Kürtlerle meskûn menatik).
Mais ces promesses sont vite oubliées. En effet, le nouveau pouvoir kémaliste est, dès l'origine, obsédé par le syndrome du démembrement de la Turquie. Le 3 mars 1924, le jour même de l'abolition du califat, un décret interdit toutes les écoles, associations et publications kurdes, au même titre que les confréries religieuses et les médresses. La rupture entre le kémalisme et les Kurdes est alors consommée. 

#### La deuxième grande vague des révoltes kurdes
Des années vingt au milieu des années quarante, une série de révoltes éclate en Iran, en Irak et en Turquie. Les rébellions de cette période rapprochent deux courants d’opposition. Le premier est l’intelligentsia nationaliste. En deux décennies, cette intelligentsia, héritière du nationalisme culturel et, plus tard, politique, de la dernière période de l’Empire ottoman, élabore un discours nationaliste et un système de symboles qui codifient le nationalisme kurde en lui donnant, notamment, un hymne national, un drapeau, une carte du Kurdistan et une fête nationale. Dans les décennies suivantes, toutes les organisations nationalistes kurdes se rallieront à ces symboles, qui habillent d’une forme concrète l’idée de kurdité. Cette opposition nationaliste développe entre les années vingt et les années quarante la cause d’un État kurde indépendant, ou du moins celle de l’autonomie pour les régions kurdes des trois pays.
La seconde branche de l’opposition est celle des chefs traditionnels et des confréries. Les nouveaux États, de fait, voient dans les tribus et les confréries des obstacles à la constitution d’une administration centralisée et modernisée : elles doivent donc être transformées ou éliminées. Elles sont qualifiées par les États turc et, à un moindre degré, iranien, d’institutions répressives et féodales responsables de l’« arriération » sociale du pays (et même du monde musulman). Tribus et confréries contestent également les frontières et leur militarisation. Ces deux branches n’ont ni les mêmes origines sociales ni les mêmes aspirations, mais elles fusionnent progressivement pour donner naissance à une seule opposition. Si l’intelligentsia nationaliste se résout avec réticence à s’allier à des forces rurales, ces dernières commencent à évoluer vers le nationalisme, trouvant dans son discours et ses symboles une syntaxe politique capable de légitimer leur propre résistance. Les soulèvements peuvent donc puiser dans les ressources humaines de l’une et de l’autre, notamment les intellectuels, d’une part, et, de l’autre, les hommes qui ont servi dans les armées nationales. Autrement dit, la rébellion a désormais les moyens d’une véritable direction militaire et politique,.

#### LeKürdistan Teali Cemiyeti
En octobre 1918, l’armistice de Moudros, signé entre les Alliés et les Ottomans défaits marque le réveil de l’activité kurde, cette fois à Constantinople. Un activisme qui se colore d’une dimension nationaliste, avec la fondation du Comité pour le relèvement du Kurdistan (Kürdistan Teali Cemiyeti ou KTC), le 17 décembre 1918. On y retrouve des intellectuels qui étaient déjà présents dans les anciennes organisations kurdes. Son programme se fonde sur le principe wilsonien d’autodétermination pour les nations « dominées ». Il publie le journal Jîn (« La vie ») en édition bilingue (kurde‑turc), où s’élabore le nationalisme kurde moderne. Devant la possibilité d’accéder à un État ou du moins à une autonomie, les Kurdes se voient confrontés à des questions essentielles auxquelles il faut apporter des réponses très rapidement : qui sont les Kurdes ? Combien sont-ils ? Quelles sont les « frontières » du Kurdistan ? Quels sont les critères qui déterminent l’identité kurde (langue, religion, appartenance tribale)? En 1918, tandis que les provinces arabes de l’empire sont occupées par les Alliés, la majeure partie du Kurdistan turc reste formellement sous administration ottomane. Le mouvement kurde naissant se retrouve dépourvu de soutiens extérieurs contrairement à la dynastie hachémite arabe et au mouvement sioniste, par exemple, qui peuvent, eux s’appuyer sur les Britanniques.

#### LaCivata azadiya kurd, ouKurd Îstîqlal cemiyetî
Une nouvelle association, du nom de Kurd Îstîqlal cemiyetî (Association pour l'indépendance kurde) est fondée à Erzurum en 1922 par des membres de la Kurdistan Teali cemiyetî et de la Kurd Teșkîlatî îçtîmaye (Association de l'organisation sociale kurde). Elle est dirigée par Khalid Beg Djîbran (1822-1925) et Yûsuf Ziya Beg. L'organisation planifie le lancement d'une révolte dans le but d'établir un État kurde indépendant. En raison de son influence, les dirigeants de l'association choisissent le Cheikh Saïd de Pîran pour mener le futur soulèvement. L'association entreprend aussi d'établir des liens avec la Russie, la France et la Grande Bretagne.
Mais avant que la révolte ne commence, Khalid Beg et quatre autres dirigeants sont arrêtés en décembre 1924. Ils sont pendus sur la place centrale de Bitlis en avril 1925.
Les autres membres de l'association participent à la révolte du Cheikh Saïd en 1925. Ceux qui échappent à la peine de mort après son échec rejoignent la Ligue Khoybûn.

#### La LigueKhoybûn
Après l’écrasement de l’insurrection de Cheikh Saïd en 1925, le gouvernement d’Ankara envisage la réalisation d’un programme de déportations de tribus kurdes vers l’ouest du pays, afin de vider les provinces kurdes de ses éléments les plus dangereux. En même temps, les membres des clubs pro-kurdes basés à Constantinople se voient contraints à l’exil, fuyant la répression du nouveau régime turc. Alors qu’une partie de ceux-ci se réfugient en Irak, d’autres cherchent la protection de a France au Levant.En terre d’exil, certains intellectuels kurdes travaillent pour la recomposition des associations pro-kurdes.
Le 5 octobre 1927, dans la ville libanaise de Bihamdun, se réunissent, autour des frères Celadet (1893-1951) et Kamuran Bedirxan (1883-1938), de nombreux princes, seigneurs, chefs de tribus, anciens officiers et intellectuels kurdes. Ils décident la fusion des associations et groupes qu'ils dirigent pour donner naissance à une structure unique, qu'ils baptisent Khoybûn (« être soi-même »). Les membres de la nouvelle structure développent une analyse de l'échec répété des révoltes en cours, qu'ils attribuent à leur caractère local, tribal et régional, ainsi qu'à leur manque d'unité et d'organisation. En conséquence, ils arrivent à la conclusion qu'il est indispensable de créer une organisation d'un nouveau type, qui soit indépendante des structures féodales, religieuses et tribales, tout en étant capable de fédérer les tribus et les autres composantes de toute la nation kurde. La nouvelle organisation va former la base de la conceptualisation du nationalisme kurde moderne en Turquie. Elle vise à réaliser l’union de tous les Kurdes, sans distinction de religion, de dialecte, d'appartenance tribale et de classe sociale, dans un Kurdistan indépendant. Son programme est pan-kurdiste, et elle parvient à créer des comités et des associations dans le Nord syrien, dans les grandes villes du Levant comme Alep, Damas et Beyrouth, ainsi qu'en Irak et notamment à Souleymanieh. Une des grandes particularités de la ligue Khoybûn est qu'elle matérialise une unification entre d’une part, une intelligentsia occidentalisée, et d’autre part, les représentants du monde traditionnel kurde. En effet, des intellectuels, ex-officiers ottomans, aghas, cheikhs et chefs de tribus se côtoient au sein du Khoybûn et élaborent une nouvelle syntaxe nationaliste commune afin de lutter contre la Turquie kémaliste. Une autre particularité de la nouvelle organisation réside dans l’importance accordée par ses dirigeants à sa propagande politique. Elle publie nombre de brochures sur la situation politique des Kurdes, sur ses revendications, sur l'actualité, ainsi que sur l'histoire du Kurdistan : les historiens du Khoybûn sont les premiers à définir les Kurdes comme les descendants des Mèdes. Ce travail de recherche, d'information et de propagande est couplé avec un investissement important dans les contacts diplomatiques, pour la plupart officieux, avec les acteurs étatiques (Iran, France, Grande-Bretagne, Italie, Union soviétique) et non étatiques de la région (les Arméniens et l’opposition turque). La stratégie de la ligue consiste à créer, dans un premier temps, un foyer national kurde, tel un bastion de l'indépendance kurde, pouvant entraîner et fédérer toutes les tribus et tous les groupes sociaux de la nation kurde, pour être en mesure, dans un deuxième temps, de provoquer un soulèvement général et unitaire dans toutes les régions du Kurdistan.
La Ligue va tenter de donner corps à ses projets en jouant un rôle essentiel dans l'organisation et le soutien de la révolte de l'Ararat (1927-1930).
La défaite de la révolte de l'Ararat et l’échec de la stratégie du Khoybûn en août 1930 préparent le terrain pour une remise en cause de l'option militaire. L’ensemble des événements semble démontrer aux intellectuels nationalistes kurdes l’inutilité des révoltes sporadiques contre la Turquie sans le soutien d’une grande puissance. En revanche, ils estiment qu’une tâche singulièrement urgente peut être accomplie malgré les difficultés du moment : la consolidation du sentiment de communauté kurde par la restauration de la langue, le développement de l’instruction en kurde et la renaissance de la littérature populaire. De la sorte, les intellectuels kurdes cherchent à exorciser la segmentation du groupe en dotant les Kurdes d’une conscience nationale.
Une grande partie des membres, menée par les frères Kamuran et Celadet Bedirxan, va donc s'atteler à l’élaboration d'une renaissance culturelle kurde qui puisse renforcer l'identité nationale. Cette renaissance implique une unification linguistique, la redécouverte de l'héritage culturel et le développement d'une nouvelle littérature kurde. Ce sera ce qu'on appelle l'« École de Damas ».

### Les Kurdes dans la tourmente de la Seconde Guerre mondiale: entre influence allemande, promesses britanniques et propagande soviétique
L’incertitude suscitée par l’évolution de la Seconde Guerre mondiale favorise le réveil de la Ligue Khoybûn. Les leaders réfugiés en Syrie sont convaincus qu’ils traversent une phase critique de leur histoire, de laquelle ils doivent tirer parti. Dès lors, ils entrent en contact avec les agents des différents pays et réalisent un important travail de diplomatie secrète auprès d’eux. Ce faisant, les nationalistes kurdes côtoient les puissances mondiales représentant les trois grandes idéologies du moment : le libéralisme, le fascisme et le communisme. Or, l’intérêt premier des nationalistes kurdes n’est pas l’idéologie que les puissances engagées dans le conflit mondial représentent, mais la recherche d’un soutien politique ou militaire à la création d’un état autonome kurde en Turquie. 
Selon les services de renseignements alliés, les Allemands prennent contact avec les Kurdes dès le début de la guerre. Les agents allemands déploient une propagande auprès d’eux, insistant sur le fait que, puisque la Turquie est alliée par un traité à la Grande-Bretagne et à la France, ils n’ont rien à attendre des Alliés, et qu’il est donc dans les intérêts des Kurdes de suivre la politique de l’Axe. Après la défaite de la France, la commission allemande en Syrie, présidée par W.O. Von Hentig, prend contact avec Khalil ibn Ibrahim Pacha. La mission allemande rencontre aussi Kamuran Bedir Khan. Les projets allemands demandent néanmoins une nouvelle entente entre Kurdes et Arméniens. Dans ce dessein, les Allemands auraient promis d’assurer l’indépendance du Kurdistan et de l’Arménie après la victoire allemande, à condition que les Kurdes et les Arméniens provoquent des troubles en Turquie. Même si cela n'a pas été prouvé, il est probable que certains représentants kurdes et arméniens se soient mis au service de l’Allemagne pour préparer une rébellion kurde en Turquie. 
Toutefois, les premières défaites significatives de l’armée du Reich, l’orientation germanophile de la Turquie et l’activité de propagande des Britanniques auprès des dirigeants kurdes, conduisent le Khoybûn à tenter de nouer des liens avec la Grande-Bretagne. Des agents britanniques laissent en effet entendre que le gouvernement de Londres prévoit la création d’une entité autonome kurde qui regrouperait certaines régions de Turquie, de Syrie et d’Irak. Mais les hésitations de la Grande-Bretagne jettent un certain discrédit sur les nouvelles promesses, et aliènent une bonne partie des dirigeants kurdes de Syrie, qui entendent déjà les promesses venues de Moscou.En effet, la propagande soviétique s’intensifie auprès des Kurdes à partir de la fin 1944. Ainsi, les slogans selon lesquels l’Union soviétique serait une protectrice des minorités nationales opprimées et pourrait soutenir les Kurdes et les Arméniens sont de plus en plus fréquents. Derrière ces activités, on trouve un service spécialement voué aux affaires minoritaires et attaché à la légation soviétique établie en Syrie depuis septembre. Le travail de cet office devient important lorsque Molotov informe, en 1945, l’ambassadeur turc à Moscou, que les bonnes relations turco-soviétiques, dans le cadre du renouvellement du traité d’amitié de 1925, présupposent la cession de Kars et d’Ardahan à l’Arménie soviétique. La sympathie des nationalistes kurdes du Levant pour l’URSS s’accroît considérablement après les contacts établis avec les représentants soviétiques, au début de 1945. Les dirigeants kurdes reçoivent même un document politique portant la signature de Molotov, par lequel ce dernier s’engage, au nom de son gouvernement, à « soutenir diplomatiquement tout mouvement national kurde tendant à ressusciter l’ancien Etat Indépendant du Kurdistan ». Toutefois, le soutien soviétique est soumis à certaines conditions, notamment l’engagement militaire des Kurdes de Turquie. Les délégués kurdes, conscients de ce qu’ils ne disposent pas d’une organisation clandestine en Turquie qui puisse organiser une révolte, et partagés par l’influence britannique, ne donnent pas une réponse claire à la légation soviétique attendant plus de précisions de la part de Moscou. La suite des événements rendra impossible tout espoir d’un éventuel pacte kurdo-soviétique.